# Каменский машиностроительный завод (Россия)
«Каменский машиностроительный завод» — машиностроительное предприятие, находящееся в г. Каменск-Шахтинский, Ростовская область. Полное наименование — «Открытое акционерное общество „Каменский машиностроительный завод“».
Входит в состав украинского машиностроительного холдинга по производству горнодобывающего оборудования НПК «Горные машины». Является поставщиком горношахтного оборудования для угледобывающих предприятий. Расположен в микрорайоне Заводской Каменска-Шахтинского.

## История и деятельность
Предприятие основано в ноябре 1955 года на базе паровозоремонтного завода. В 1972 году было принято решение об основной специализации завода — выпуск механизированных крепей.
На заводе разработана программа совершенствования технологии, повышения эффективности производства и качества выпускаемой продукции. Внедрена в производство система качества на базе стандартов ИСО 9000.
Завод имеет собственный санаторий-профилакторий, расположенный в парковой зоне города на берегу р. Северский Донец.
В 2012 году возникла угроза закрытия завода, но он продолжил работу.

## Награды
- За высокие технические возможности своей продукции завод в 2000 году стал лауреатом конкурса «100 лучших товаров в России».
- За изготовление высокотехнологичной и высококачественной продукции в 2001 году завод получил международный приз в Женеве.
- Награждён дипломом Торгово-промышленной палаты Ростовской области «За успешное внедрение передовых технологий» и является победителем регионального конкурса «Лучшие товары Дона».

## Адрес
347825, Россия, Ростовская область, г. Каменск-Шахтинский, мкр Заводской, ул. Заводская, 8.